# قلمرو وابسته
قلمروی وابسته، منطقه وابسته، وابستگی یا قلمروی خارجی، سرزمینی است که به عنوان یک دولت مستقل، دارای استقلال کامل سیاسی یا حاکمیت نیست و از نظر سیاسی خارج از منطقه جدایی‌ناپذیر دولت کنترل‌کننده باقی می‌ماند. به این ترتیب، یک قلمروی وابسته، شامل طیفی از انواع قلمروهای غیر یکپارچه، نیمه‌مستقل تا غیرمستقل، از عضو همراه گرفته تا سرزمین‌های غیرخودگردان (مثلاً یک مستعمره) است.
یک قلمروی وابسته، معمولاً از یک بخش فرعی کشوری، متمایز می‌شود، زیرا جزء تشکیل‌دهنده یک دولت مستقل در نظر گرفته نمی‌شود. یک قلمروی وابسته، اغلب درجات زیادی از خودمختاری را از دولت کنترل‌کننده خود، حفظ می‌کند. از نظر تاریخی، بیشتر مستعمرات، به عنوان سرزمین‌های وابسته در نظر گرفته می‌شدند. با این حال، همه نهادهای خودمختار، به عنوان سرزمین‌های وابسته در نظر گرفته نمی‌شوند. اکثر مناطق مسکونی و وابسته، کد ایزو ۳۱۶۶ خود را دارند.
برخی از نهادهای سیاسی، دارای موقعیت ویژه‌ای هستند که توسط یک معاهده بین‌المللی یا توافق‌نامه دیگری تضمین شده است، در نتیجه سطح مشخصی از خودمختاری ایجاد می‌شود (مثلاً تفاوت در قوانین مهاجرت). این نهادها، گاهی به عنوان سرزمین‌های وابسته در نظر گرفته می‌شوند یا حداقل با آنها گروه‌بندی می‌شوند، اما به‌طور رسمی توسط دولت‌های حاکم آنها به عنوان بخشی جدایی ناپذیر از آن کشورها در نظر گرفته می‌شوند؛ مانند جزایر الند که یک منطقه خودمختار در فنلاند است.

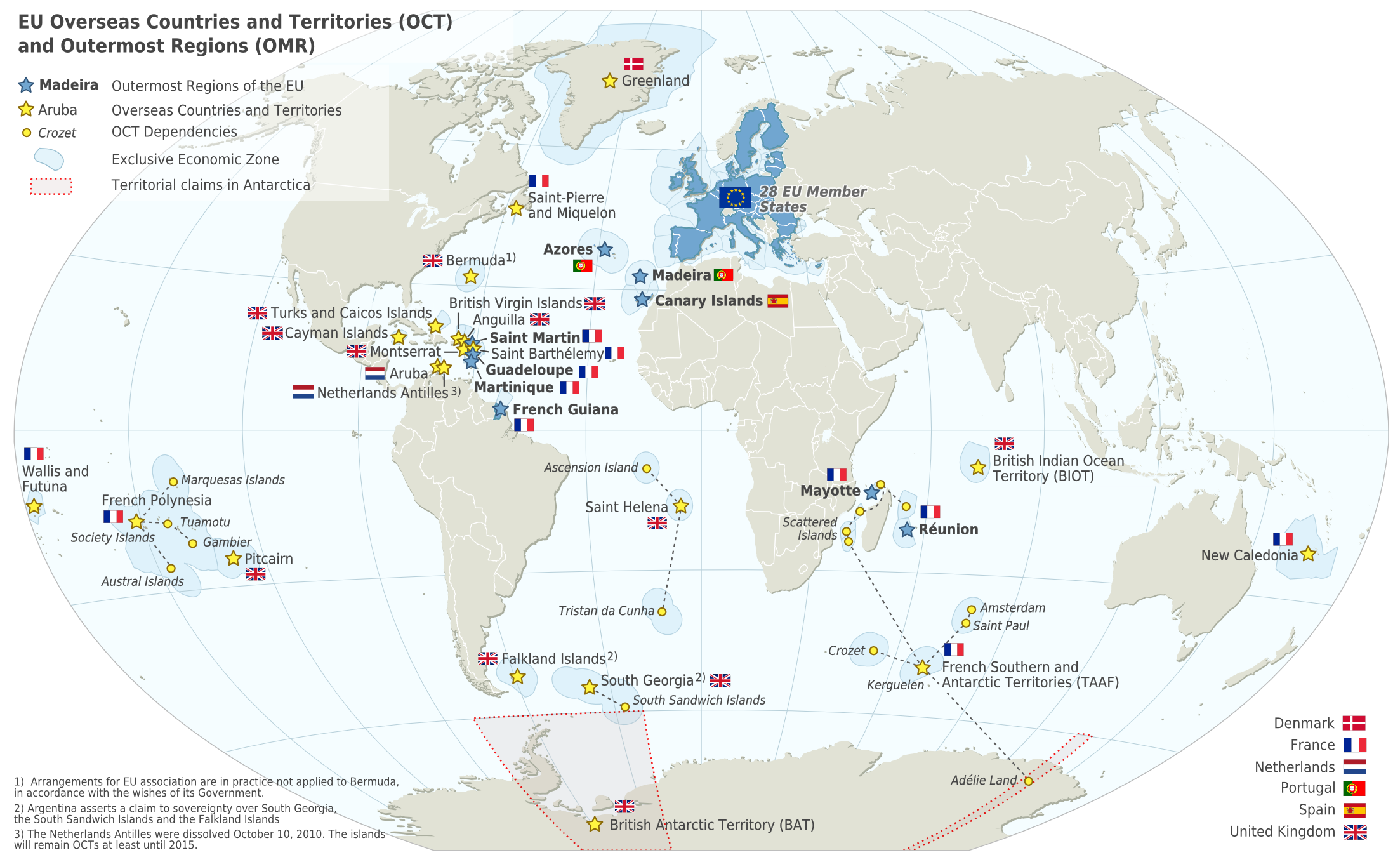
قلمروهای وابسته کشورهای اتحادیه اروپا

## فهرست مناطق وابسته
این فهرست شامل مناطقی که توسط حکومت‌های متفاوت مورد ادعا هستند مانند جنوبگان یا مناطقی که سازمان ملل آنها را در فهرست سرزمین‌های غیرخودگردان قرار داده است نیست.

### نیوزلند
| تقسیمات          | کد ایزو ۳۱۶۶    |
| ---------------- | --------------- |
| جزایر کوک        | CK COK ۱۸۴      |
| نیووی            | NU NIU ۵۷۰      |
| قلمروها          | کد ایزو ۳۱۶۶    |
| توکلائو          | TK TKL ۷۷۲      |
| قلمرو وابسته راس | بدون کد جداگانه |

### نروژ
| تقسیمات            | کد ایزو ۳۱۶۶    |
| ------------------ | --------------- |
| جزیره بووه         | BV BVT ۰۷۴      |
| جزیره پتر یکم      | بدون کد جداگانه |
| سرزمین شهبانو ماود | بدون کد جداگانه |

### انگلستان
| تقسیمات                             | کد ایزو ۳۱۶۶    |
| ----------------------------------- | --------------- |
| آنگویلا                             | AI AIA ۶۶۰      |
| جزایر کیمن                          | KY CYM ۱۳۶      |
| جبل طارق                            | GI GIB ۲۹۲      |
| مونتسرات                            | MS MSR ۵۰۰      |
| جزایر پیت‌کرن                        | PN PCN ۶۱۲      |
| جزایر تورکس و کایکوس                | TC TCA ۷۹۶      |
| سنت هلنا، اسنشن و تریستان دا کونا   | SH SHN ۶۵۴      |
| جورجیای جنوبی و جزایر ساندویچ جنوبی | GS SGS ۲۳۹      |
| برمودا                              | BM BMU ۰۶۰      |
| قلمرو جنوبگان بریتانیا              | بدون کد جداگانه |
| قلمرو اقیانوس هند بریتانیا          | IO IOT ۰۸۶      |
| جزایر ویرجین انگلستان               | VG VGB ۰۹۲      |
| جزایر فالکلند                       | FK FLK ۲۳۸      |
| مناطق بر پایه پادشاهی               | کد ایزو ۳۱۶۶    |
| آکراتاری و داکیلیا                  | بدون کد جداگانه |
| وابسته‌های تاج                       | کد ایزو ۳۱۶۶    |
| گرنزی                               | GG GGY ۸۳۱      |
| جرزی                                | JE JEY ۸۳۲      |
| جزیره من                            | IM IMN ۸۳۳      |

### ایالات متحده آمریکا
| تقسیمات مسکونی            | کد ایزو ۳۱۶۶    |
| ------------------------- | --------------- |
| ساموای آمریکا             | AS ASM ۰۱۶      |
| گوآم                      | GU GUM ۳۱۶      |
| جزایر ماریانای شمالی      | MP MNP ۵۸۰      |
| پورتوریکو                 | PR PRI ۶۳۰      |
| جزایر ویرجین ایالات متحده | VI VIR ۸۵۰      |
| تقسیمات غیرمسکونی         | کد ایزو ۳۱۶۶    |
| جزیره بیکر                | UM UMI ۵۸۱      |
| جزیره هاولند              | UM UMI ۵۸۱      |
| جزیره جارویس              | UM UMI ۵۸۱      |
| جزیره جانستون             | UM UMI ۵۸۱      |
| آب‌سنگ کینگمن              | UM UMI ۵۸۱      |
| جزیره مرجانی میدوی        | UM UMI ۵۸۱      |
| جزیره ناواسا              | UM UMI ۵۸۱      |
| جزیره ویک                 | UM UMI ۵۸۱      |
| Bajo Nuevo Bank           | بدون کد جداگانه |
| جزیره صخره سرانیلا        | بدون کد جداگانه |

## فهرست سایر موارد
در این فهرست آنهایی که به صورت کامل و قانونی یک کشور هستند ولی به عنوان وابسته شناخته می‌شوند و کد کشور برای خود دارند.

### استرالیا
| تقسیمات مسکونی             | کد ایزو ۳۱۶۶    |
| -------------------------- | --------------- |
| جزیره کریسمس               | CX CXR ۱۶۲      |
| جزایر کوکوس                | CC CCK ۱۶۶      |
| جزیره نورفک                | NF NFK ۵۷۴      |
| تقسیمات غیر مسکونی         | کد ایزو ۳۱۶۶    |
| جزیره‌های آشمور و کارتیر    | بدون کد جداگانه |
| جزایر کورال                | بدون کد جداگانه |
| قلمرو جنوبگان استرالیا     | بدون کد جداگانه |
| جزیره هرد و جزایر مک‌دونالد | HM HMD ۳۳۴      |

### چین
| تقسیمات | کد ایزو ۳۱۶۶ |
| ------- | ------------ |
| هنگ کنگ | HK HKG ۳۴۴   |
| ماکائو  | MO MAC ۴۴۶   |

### دانمارک
| تقسیمات    | کد ایزو ۳۱۶۶ |
| ---------- | ------------ |
| جزایر فارو | FO FRO ۲۳۴   |
| گرینلند    | GL GRL ۳۰۴   |

### فنلاند
| تقسیمات    | کد ایزو ۳۱۶۶ |
| ---------- | ------------ |
| جزایر الند | AX ALA ۲۴۸   |

### فرانسه
| تقسیمات مسکونی                    | کد ایزو ۳۱۶۶    |
| --------------------------------- | --------------- |
| پلی‌نزی فرانسه                     | PF PYF ۲۵۸      |
| کالدونیای جدید                    | NC NCL ۵۴۰      |
| سنت بارثلمی                       | BL BLM ۶۵۲      |
| فرانسه سنت مارتین فرانسه          | MF MAF ۶۶۳      |
| سنت پیر و ماژلان                  | PM SPM ۶۶۶      |
| والیس و فوتونا                    | WF WLF ۸۷۶      |
| تقسیمات غیر مسکونی                | کد ایزو ۳۱۶۶    |
| جزیره کلیپرتون                    | بدون کد جداگانه |
| سرزمین‌های جنوبی و جنوبگانی فرانسه | TF ATF ۲۶۰      |

### هلند
| تقسیمات      | کد ایزو ۳۱۶۶ |
| ------------ | ------------ |
| آروبا        | AW ABW ۵۳۳   |
| کوراسائو     | CW CUW ۵۳۱   |
| سنت مارتین   | SX SXM ۵۳۴   |
| بونیر        | BQ BES ۵۳۵   |
| سابا         | BQ BES ۵۳۵   |
| سینت یوستیشس | BQ BES ۵۳۵   |

### نروژ
| تقسیمات  | کد ایزو ۳۱۶۶ |
| -------- | ------------ |
| سوالبارد | SJ SJM ۷۴۴   |

### ایالات متحده آمریکا
| تقسیمات              | کد ایزو ۳۱۶۶ |
| -------------------- | ------------ |
| جزیره مرجانی پالمیرا | UM UMI ۵۸۱   |